# دیمیتریوس اسکومپاکیس
دیمیتریوس اسکومپاکیس (انگلیسی: Dimitrios Skoumpakis؛ زادهٔ ۱۸ دسامبر ۱۹۹۸) بازیکن واترپلو اهل یونان است.
وی در مسابقات کشوری و بین‌المللی در مجموع برندهٔ ۱ مدال طلا، ۱ مدال برنز شده‌است.